# Розето-Вальфорторе
Розето-Вальфорторе (итал. Roseto Valfortore) — коммуна в Италии, располагается в регионе Апулия, в провинции Барлетта-Андрия-Трани.
Население составляет 14 665 человек (2008 г.), плотность населения составляет 347 чел./км². Занимает площадь 42 км². Почтовый индекс — 71046. Телефонный код — 0883.
Покровителем населённого пункта считается святой San Ferdinando Re.

## Демография
Динамика населения:

## Администрация коммуны
- Официальный сайт: http://www.ferd.it

## Известные уроженцы и жители
- Лоренцо Д’Аванцо (итал. Lorenzo D’avanzo; 1890 — 16 июня 1940) — итальянский офицер, танкист во время Второй мировой войны. Кавалер высшей награды Италии за подвиг на поле боя — золотой медали «За воинскую доблесть» (1940, посмертно).